# CHATS
Clearing House Automated Transfer System, или CHATS — система валовых расчетов в реальном времени (RTGS) для перевода средств в Гонконге. Ею управляет Hong Kong Interbank Clearing Limited, частная компания, совместно принадлежащая Валютному управлению Гонконга (HKMA) и Ассоциации банков Гонконга. Транзакции в четырех номиналах валют могут быть урегулированы с помощью CHATS: гонконгский доллар, юань, евро и доллар США. В 2005 году стоимость транзакций CHATS в гонконгских долларах в среднем составляла 467 миллиардов гонконгских долларов в день, что составляло треть годового валового внутреннего продукта (ВВП) Гонконга; общая стоимость транзакций в тот год в 84 раза превышала ВВП Гонконга.

## История
До запуска CHATS в качестве системы RTGS межбанковские расчеты в Гонконге основывались на многоуровневой системе, расчеты по которой производились ежедневно. Около 170 банков проводили расчеты с десятью клиринговыми банками. Эти десять банков, в свою очередь, произвели расчеты с Банком Гонконга, который затем произвел расчеты с HKMA по принципу "один к одному". Банк Гонконга выступал в качестве расчетной палаты в рамках этой системы, осуществляя расчеты по своим книгам на нетто-основе на следующий день после совершения транзакций. HKMA решила, что это не соответствует международным стандартам, установленным Комитетом по платежным и расчетным системам Группы 10; после шестимесячного технико-экономического обоснования в июне 1994 года было принято решение разработать CHATS в качестве системы RTGS.
После двух лет разработки 9 декабря 1996 года была запущена система CHATS в гонконгских долларах. Расчёты по системе в долларах США и евро были запущены 21 августа 2000 года и 28 апреля 2003 года соответственно. В июле 2007 года также были запущены региональные платежные сервисы CHATS, которые связывают всех участников трех различных версий CHATS для транзакций, связанных с обменом валюты.

## Характеристики
CHATS, как и другие системы RTGS, осуществляет расчеты по платежным транзакциям в режиме "реального времени" и "брутто" — платежи не требуют какого-либо периода ожидания, и каждая транзакция рассчитывается индивидуально, таким образом, что она не объединяется с другими транзакциями. Это одноуровневая система, в которой участники рассчитываются с одной центральной клиринговой палатой. Платежи являются окончательными, безотзывными и производятся немедленно, если на расчетном счете участника в клиринговой палате достаточно средств. Дневной овердрафт в CHATS не предлагается; платежи, которые не могут быть оплачены из-за нехватки средств, ставятся в очередь. Банки могут изменять, отменять и переупорядочивать платежи в своих очередях.
Банки могут получать беспроцентную внутридневную ликвидность по соглашениям о покупке-продаже (репо). Это позволяет банкам не держать крупные суммы на своих расчётных счетах, по которым не начисляются проценты, для покрытия своих платежей. Внутридневные репо, которые не возвращаются в конце рабочего дня, переносятся на следующий день.
Для доступа к функциям системы RTGS банки должны подключиться к сети SWIFT для отправки/получения платёжных инструкций и получить доступ к eMBT, предоставляемому HKICL, для выполнения административных функций в отношении соответствующих платёжных инструкций.

## Гонконгский доллар
HKMA, являющееся центральным банком Гонконга, выступает в качестве расчётного центра для гонконгских долларов (HKD). Все лицензированные банки в Гонконге ведут расчётные счета в гонконгских долларах в HKMA, а с июня 2000 года банки с ограниченной лицензией «при наличии явной коммерческой необходимости» также могут открывать расчётные счета в HKMA. Объём транзакций в гонконгских долларах в 2007 году в абсолютном выражении составил 5 499 494. Общая стоимость всех транзакций, проведённых в том же году, составила около 217 триллионов гонконгских долларов. По состоянию на 28 декабря 2015 года в программе HKD CHATS участвуют 156 банков.

## Доллар США
В отличие от HKD CHATS, клиринговой палатой для CHATS в долларах США (USD) является коммерческий банк «Гонконгско-Шанхайская банковская корпорация» (HSBC). Помимо получения внутридневных РЕПО для расчётов по платежам, банки-участники могут также получать внутридневную ликвидность с помощью овердрафта, предоставляемого HSBC. Банки в Гонконге не обязаны участвовать в CHATS в долларах США; они могут присоединиться в качестве прямых или косвенных участников. Прямые участники открывают расчётные счета в долларах США в HSBC для платёжных операций в CHATS. Косвенные участники должны проводить свои платёжные операции через прямых участников. Кроме того, существует категория участников под названием «Косвенные пользователи CHATS», чьи банки также проводят свои платёжные операции через прямых участников. Объём транзакций в CHATS в 2007 году в пересчёте на количество транзакций составил 2 121 058. Общая стоимость всех транзакций, проведённых в том же году, составила около 2 127 миллиардов долларов США. По состоянию на 28 декабря 2015 года в USD CHATS участвуют 100 банков-членов, 24 банка-члена с косвенным участием, 87 банков-членов с косвенным участием в CHATS и восемь банков-членов с участием третьих сторон.

## Евро
Euro CHATS устроен так же, как USD CHATS. Его клиринговым центром также является коммерческий банк Standard Chartered Hong Kong. Банки-участники могут получать внутридневную ликвидность с помощью овердрафта, предоставляемого Standard Chartered Bank. Как и в случае с USD CHATS, банки в Гонконге не обязаны участвовать в Euro CHATS. В Euro CHATS есть две категории участников: прямые участники и косвенные пользователи CHATS; они функционируют так же, как и категории в USD CHATS. Объём транзакций в евро CHATS в 2007 году в абсолютном выражении составил 18 169. Общая стоимость всех транзакций, проведенных в том же году, составила около 280 миллиардов евро. По состоянию на 28 декабря 2015 года в Euro CHATS входят 37 банков-участников и 18 банков-пользователей CHATS.

## Китайский юань
CHATS использует Банк Китая (Гонконг) в качестве расчётного центра для проведения платежей в юанях. Банк Китая имеет расчётный счёт в Китайской национальной системе передовых платежей (CNAPS), что позволяет CHATS в юанях эффективно работать как расширение китайской системы.